# Jean-Christophe Bouvet
Pour les articles homonymes, voir Bouvet.
Jean-Christophe Bouvet, né le 24 mars 1947 à Paris, est un acteur français.

## Biographie
Jean-Christophe Bouvet prend des cours d'art dramatique chez Jean-Laurent Cochet au théâtre Edouard VII. Il étudie le cinéma, la linguistique et la psychanalyse, à l’université de Paris VIII. Il rencontre Téchiné et Chabrol, dont il devient l’assistant. Il travaille simultanément en tant qu’acteur, assistant réalisateur et auteur.
Il tient son premier rôle important dans La Machine (1977) de Paul Vecchiali : il interprète un condamné à mort pour le meurtre d'une enfant.
Il sert de modèle pour L'Origine de la guerre, œuvre d'Orlan en 1989.
Il incarne notamment des personnages troubles, comme Pierre Lentier, l'assassin de La Machine ou Satan, incarné en maquignon pervers et complexe du duo Bernanos-Pialat de Sous le soleil de Satan, ou encore Jean-Paul Martoni le politicien véreux dans La Cité de la peur. Il apparaît dans des cinémas de types divers, du cinéma radical de Jean-Claude Biette au cinéma grand public de Luc Besson. En 2016, il interprète Gauthier, commercial à l'esprit caustique et grégaire dans Deux Rémi, deux de Pierre Léon. En 2017, il joue le rôle d'un aubergiste homosexuel trouble dans Jours de France, premier long métrage de Jérôme Reybaud. En 2018, il interprète le personnage de Tonton, vieux sage épris de yoga, dans Que le diable nous emporte de Jean-Claude Brisseau.
Qualifié par le réalisateur et critique de cinéma (français) Louis Skorecki de « plus grand acteur au monde », Jean-Christophe Bouvet est aussi considéré par Serge Kaganski comme le « Jean-Pierre Léaud de la génération post-Nouvelle Vague ».

## Filmographie

### Acteur

#### Cinéma

##### Longs métrages
- 1971 : La Philosophie dans le boudoir de Jacques Scandelari : le grand prêtre
- 1975 : Change pas de main de Paul Vecchiali : Alain
- 1976 : Le Théâtre des matières de Jean-Claude Biette : Christophe
- 1977 : La Machine de Paul Vecchiali : Pierre Lentier
- 1980 : Le Borgne de Raoul Ruiz
- 1981 : C'est la vie de Paul Vecchiali : Richard
- 1982 : Loin de Manhattan de Jean-Claude Biette : Christian
- 1983 : En haut des marches de Paul Vecchiali : un snob à l'exposition
- 1987 : Sous le soleil de Satan de Maurice Pialat : le maquignon
- 1991 : J'embrasse pas de André Téchiné : le client au bois
- 1992 : Krapatchouk de Enrique Gabriel : le ministre
- 1992 : Les Nuits fauves de Cyril Collard : Serge
- 1994 : La Cité de la peur de Alain Berbérian : Jean-Paul Martoni
- 1994 : L'Eau froide de Olivier Assayas : professeur
- 1994 : Le Terminus de Rita de Filip Forgeau
- 1996 : Le Complexe de Toulon Jean-Claude Biette : Chris
- 1997 : Vicious Circles de Sandy Whitelaw : le notaire
- 1997 : Le Plaisir (et ses petits tracas) de Nicolas Boukhrief : Bob
- 1998 : Recto/Verso de Jean-Marc Longval : maître Maillard
- 1998 : L'Examen de minuit de Danièle Dubroux : le vendeur du manoir
- 1999 : Glória de Manuela Viegas : Vicente
- 1999 : Les Passagers de Jean-Claude Guiguet : le voyageur
- 1999 : Lovers de Pascal Arnold et Jean-Marc Barr : le kiosquier
- 2000 : Taxi 2 de Gérard Krawczyk : général Edmond Bertineau
- 2000 : Lise et André de Denis Dercourt : Charles
- 2000 : La chambre obscure de Marie-Christine Questerbert
- 2001 : La Boîte de Claude Zidi : Bloret
- 2001 : Being Light de Pascal Arnold et Jean-Marc Barr : réceptionniste hôtel
- 2001 : Vers la révolution en 2 CV (Alla rivoluzione sulla due cavalli) de Maurizio Sciarra : chef de la police
- 2002 : Jojo la frite de Nicolas Cuche : Benz
- 2002 : Les Naufragés de la D17 de Luc Moullet : le sergent chef
- 2002 : Le Nouveau Jean-Claude de Didier Tronchet : le directeur du grand magasin
- 2002 : La Sirène rouge de Olivier Megaton : Lucas
- 2003 : Saltimbank de Jean-Claude Biette : Bruno Saltim
- 2003 : Taxi 3 de Gérard Krawczyk : Général Edmond Bertineau
- 2004 : Notre musique de Jean-Luc Godard : Maillard
- 2004 : À vot' bon cœur de Paul Vecchiali : le vice-président de la commission de l'avance sur recettes
- 2004 : Mensonges et trahisons et plus si affinités de Laurent Tirard : l'éditeur
- 2005 : Il sera une fois... de Sandrine Veysset : Henri
- 2005 : La Vie privée de Zina Modiano : Jean-Emmanuel
- 2005 : L'Ivresse du pouvoir de Claude Chabrol : Me Parlebas
- 2006 : Les Brigades du Tigre de Jérôme Cornuau : le juge
- 2006 : Marie-Antoinette de Sofia Coppola : Duc de Choiseul
- 2006 : Chacun sa nuit de Pascal Arnold et Jean-Marc Barr : Vincent Sylvaire
- 2006 : Le prestige de la mort de Luc Moullet : maître chanteur
- 2007 : Taxi 4 de Gérard Krawczyk : général Edmond Bertineau
- 2007 : La France de Serge Bozon : Elias
- 2007 : Capitaine Achab de Philippe Ramos : le roi d'Angleterre
- 2007 : L'Auberge rouge de Gérard Krawczyk : maître Rouget, notaire
- 2008 : Des Indes à la planète Mars de Christian Merlhiot et Matthieu Orléan : M. Senn
- 2009 : Cinéman de Yann Moix : Monsieur Coq
- 2009 : La Famille Wolberg d'Axelle Ropert : Maurice, le médecin
- 2010 : L'Autre Dumas de Safy Nebbou : M. Bocquin
- 2010 : Vénus noire d'Abdellatif Kechiche : Charles Mercailler
- 2011 : Belleville Tokyo d'Élise Girard : Jean-Loup
- 2011 : Notre paradis de Gaël Morel : le premier client
- 2011 : Let My People Go ! de Mikael Buch : commissaire
- 2011 : Cat Run de John Stockwell : François Dobber, "Le Client"
- 2012 : Une nuit de Philippe Lefebvre : patron de la boîte de nuit Coste
- 2012 : Désordres de Étienne Faure : proviseur
- 2013 : Gare du Nord de Claire Simon : juriste
- 2013 : Les Rencontres d'après minuit de Yann Gonzalez : brigadier chef
- 2014 : Hasta mañana de Sébastien Maggiani et Olivier Vidal : Jean-Louis
- 2015 : Deux Rémi, deux de Pierre Léon : Gauthier
- 2015 : Contes d'acteur - Jean-Luc G. d'Arthur Dreyfus (Documentaire)
- 2016 : Where Horses Go to Die d'Antony Hickling : Daniel
- 2016 : Sélection officielle de Jacques Richard : Jean-Michel Bitume
- 2016 : Jours de France de Jérôme Reybaud : l'homme de Savoie
- 2017 : Des amours, désamour de Dominic Bachy : le père de Manon
- 2017 : Que le diable nous emporte de Jean-Claude Brisseau : Tonton
- 2017 : La Rupture de Philippe Barassat : Jean[4]
- 2018 : La Légende de Florian Hessique : Président Rousseleau
- 2019 : Lost In love (Ru Ying Sui Xin[5] de Huo Jiangqi 霍建起 : le chauffeur de taxi
- 2021 : Down in Paris d'Antony Hickling : Robert[6]
- 2023 : Mon crime de François Ozon : le producteur de théâtre Montferrand
- 2025 : La Tournée de Florian Hessique : Homme chambre d'hôte

##### Courts métrages
- 1996 : Dialogue au sommet de Xavier Giannoli : le contremaître
- 2000 : Grand Oral de Yann Moix
- 2012 : Tommy d'Arnold de Parscau
- 2012 : Les Boules de Noël d'Hérotoman de Lucas Stoll

#### Télévision
- 1978 : Monsieur Schumann de Bernard Queysanne : le docteur
- 1980 : Légitime défense de Claude Grinberg : Alain
- 1988 : Les Jurés de l'ombre de Paul Vecchiali
- 1988 : Opération Mozart de Alain Nahum
- 1989 : En cas de bonheur de Paul Vecchiali : Christian Chabot
- 1995 : Les Grandes Personnes de Daniel Moosmann : le barman
- 1996 : Imogène, épisode Imogène contre-espionne de Paul Vecchiali
- 1996 : Les Cordier, juge et flic, épisode Le crime d'à côté : le commandant
- 1998 : Le Comte de Monte-Cristo de Josée Dayan : financier Danglars
- 1998 : Le monde à l'envers de Charlotte Brändström : Richelet
- 1998 : Victor Schœlcher, l'abolition de Paul Vecchiali : Louis Blanc
- 1999 : Un flic nommé Lecoeur, épisode Sans papiers : Rivoli
- 2001 : Police District, 2 épisodes saison 2
- 2001 : Les Bœuf-carottes, épisode  Pour l'amour d'un flic : Oleg
- 2004 : Commissaire Moulin, épisode Un coupable trop parfait
- 2005 : Engrenages, saison 1 : médecin légiste
- 2007 : Les Camarades de François Luciani : Monsieur Maurice
- 2007 : Un flic, épisode Confusion des peines : Wolf
- 2007 : Avocats et Associés, épisode Refreshing Solutions : président du club Cigare
- 2007 : Femmes de loi, épisode Une femme parfaite : Hubert Delarive
- 2007 : La Taupe de Vincenzo Marano : Antoine Sulster
- 2008 : Services sacrés, épisode Peinture vive : le colonel
- 2008 : Claude Gueux de Olivier Schatzky : Faillol
- 2009 : Sœur Thérèse.com, épisode Crime d'amour : Monsieur Samoy
- 2010 : Des intégrations ordinaires de Julien Sicard
- 2011 : Accusé Mendès France de Laurent Heynemann : commissaire Degache
- 2011 : Louis XVI, l'homme qui ne voulait pas être roi de Thierry Binisti : Loménie de Brienne
- 2011 : Affaires étrangères, épisode Cuba : directeur BCPR
- 2011 : Rani de Arnaud Sélignac : l'intendant de police
- 2013 : Y'a pas d'âge, épisode Pour recevoir les parents de Simon de Jérôme Commandeur : Christian
- 2014 : Changement de cap de Nicolas Herdt : l'inspecteur d'académie
- 2015 : A votre service (série) de Florian Hessique : le beau-père de Paul
- 2015 : Le Tour du Bagel, sketch La Maquette : le général
- 2016 : Scènes de ménages (guest 1 épisode)
- 2017 : Les Engagés, épisode S'ouvrir : Hubert Lacombe
- 2017 : Bonaparte, la campagne d'Egypte de Fabrice Hourlier (docu-fiction) : Monge
- 2018 : Riviera : prêtre
- 2019 : Plus Belle la Vie : Jean Riva, le père de Gabriel[7].
- 2020 : Emily in Paris : Pierre Cadault, un créateur de mode français représenté par Emily
- 2022 : Balthazar : Joël Lescouaret, un détenu en libération conditionnelle.

. 2024 : Les Traîtres 

### Réalisateur

#### Courts métrages
- 1998 : La Verve de mon père
- 1991 : Les Dents de ma mère
- 1988 : Et de trois
- 1986 : La Relève
- 1983 : En voilà 2
- 1982 : En veux-tu, en voilà

### Assistant réalisateur
- 1969 : Paulina s'en va d'André Téchiné
- 1975 : Le Jardin qui bascule, de Guy Gilles
- 1978-1979 : ll était un musicien, série télévisée de Claude Chabrol (3 épisodes)
  - Monsieur Prokofiev
  - Monsieur Liszt
  - Monsieur Saint-Saëns

### Scénariste
- 1991 : Les Dents de ma mère
- 1988 : Et de trois
- 1986 : La Relève
- 1983 : En voilà 2
- 1982 : En veux-tu, en voilà
- 1977 : La Machine de Paul Vecchiali

## Théâtre
- 1979 : Alice au Pays des Merveilles de Lewis Carroll mise en scène Jean-Christophe Bouvet, festival de Pau
- 1991 : Les Collectionneurs mise en scène Michel Georges, Opéra municipal de Clermont-Ferrand
- 1993 : Paysages mise en scène Philippe Chemin, Ménagerie de Verre
- 2002 : Embouteillage mise en scène Anne-Laure Liégeois, Grande Halle de la Villette
- 2005 : Orange mécanique de Anthony Burgess, mise en scène Thierry Harcourt, Cirque d'hiver
- 2008 : Le Jour des Meurtres dans l'Histoire d'Hamlet de Bernard-Marie Koltès, mise en scène Thierry de Peretti, Théâtre de la Bastille
- 2009 : Macbeth de Verdi, mise en scène de Dmitri Tcherniakov, Opéra Bastille
- 2012-2013 : Occupe-toi d'Amélie de Georges Feydeau, mise en scène Pierre Laville, Théâtre de la Michodière, tournée
- 2018 : Toc toc de Laurent Baffie, mise en scène de Laurent Baffie, Le Palace